# Juticalpa
Juticalpa è un comune dell'Honduras, capoluogo del dipartimento di Olancho.
Il comune risulta come entità autonoma già nel censimento del 1791 con la denominazione "San Juan de Juticalpa".